# マルチセクション
マルチセクションは髪を理美容師が切る時の1技法。切る際に髪を分ける事で髪型の仕上がりを一定にしたり、量感を調節しやすくする。現代的な髪型を作る際に一般的な技法である。
2つの場合は2セクションと呼び、それ以上に分ける場合をマルチセクションと呼んでいる。
頭の形によって、分ける位置を変える事で一定の仕上がりを得られる。日本人のハチと言われる頭の張った部位を形状的に目立たなくする事ができる。
分けた部位と部位は繋がない事が多い。これをディスコネクションと呼ぶ。繋がずにレザーカットやスキばさみでおさめたり、束間をわざと作ってデザインとしてみせるような処理をすることでより自由な髪型を作れる。
質感も部位によって、使い分ける。